# Stephen Keenan
Stephen Keenan, surnommé Steve, né le 1er décembre 1977 à Dublin et mort le 22 juillet 2017 à Dahab est un apnéiste ayant détenu certains records nationaux dans son pays d'origine, l'Irlande, et devenu par la suite un apnéiste de sécurité renommé. Décédé d'une syncope à l'âge de 39 ans, il a permis une mise en lumière des dangers du sport extrême qu'est l'apnée de compétition, ainsi que la mise en avant des apnéistes de sécurité qui risquent leur vie, menant à la création du prix Keenan à son décès.

## Biographie
Steve est fasciné par la nature, les animaux et l'océan. Il fait de la plongée masque et tuba dès son enfance avec son père, Peter Keenan.
Son rêve est d'être explorateur. Il part à la découverte de pays différents, souhaitant visiter des régions comme l'Amazonie, le Congo ou l'Indonésie. Après ses études et son baccalauréat, il décide de visiter le Congo, où il trouvera des gorilles, raison pour laquelle il souhaitait visiter le pays. En quête d'aventures, il explore aussi la Guinée ou encore le Maroc.
Stephen se questionne beaucoup sur sa vie, jugeant qu'il devrait rentrer tôt ou tard près de sa famille pour mener une vie plus « conventionnelle ». Attiré par la mer et la plongée, il décide néanmoins d'effectuer une dernière visite à Dahab, en Égypte, la mer Rouge étant connu comme « la mecque des plongeurs ».
Il y apprend l'arabe et dispense des cours de plongée. Il restera finalement là-bas pour le restant de sa vie, en raison de sa fascination pour l'apnée et pour le Blue Hole.

## Activité sportive
Passionné par la plongée en apnée, il démarre dès 2009 son activité sportive avec l'objectif de battre le record irlandais de profondeur en apnée de 61 mètres. Après avoir battu le record irlandais, Steve continue à essayer de battre des records mais finit par être victime d'une syncope très importante – un risque connu des compétitions d'apnées – qui met sa vie en danger. Il décide alors de s'intéresser à l'apnée de sécurité, dans l'objectif de maximiser la survie de prochains compétiteurs.
En 2013, il participe en tant qu'apnéiste de sécurité à sa première compétition internationale : les championnats du monde AIDA de 2013 se déroulant à Kalamata. Il sauvera alors la vie d'Alexey Molchanova, le fils de Natalia Molchanova, qui tentait d'effectuer un record de profondeur de plongée et a été victime de spasmes à 40 mètres de profondeur. Ce sauvetage, qui était extrêmement risqué pour sa vie, lui apportera une notoriété importante en tant qu'apnéiste de sécurité.
Il ouvre son centre de plongée avec deux associés, Miguel Lozano et Pascal Berger, Dahab Freedivers, à Dahab, qui est considéré comme une des écoles d'apnée les plus dynamiques du monde.
Il participe en 2017 à la compétition de plongée Vertical Blue, aux Bahamas au Dean's Blue Hole. Il y fait la connaissance d'Alessia Zecchini, qu'il met en confiance en l'accompagnant comme apnéiste de sécurité, dans l'objectif de dépasser le record du monde féminin de descente en apnée en poids constant en monopalme. Ce record, qui était jusqu'alors détenu par Natalia Molchanova avec 101 mètres, fut dépassé par Alessia avec 104 mètres. Alessia le remercia alors de son soutien et d'avoir cru en elle pour obtenir le record du monde.
Sportive de haut niveau en quête de nouveaux records, Alessia entreprend de réaliser le même record que celui de Molchanova : être la seconde femme à plonger en apnée à travers l'arche du Blue Hole, lieu également appelé « le cimetière des plongeurs ».
Stephen et Alessia resteront en contact, entameront une relation amoureuse qui mènera à l'arrivée d'Alessia au Dahab Freedivers, le centre de plongée de Stephen, pour s'entraîner ensemble.

## Jour du décès
Lorsque Alessia rejoint le Dahab Freedivers pour poursuivre les entraînements, l'objectif est de traverser l'arche du Blue Hole. Si le Blue Hole a mauvaise réputation – considéré comme le site le plus dangereux du monde –, l'arche doit être traversée en ayant connaissance parfaite du chemin à parcourir. Il est en effet possible de ne pas trouver le chemin et de rester bloqué sous des dizaines de mètres de roche.
Si Natalia Molchanova a réalisé le record en monopalme, Alessia décide de le faire sans utilisation de palme – donc plus difficile, d'après les apnéistes présents –, afin d'obtenir un « meilleur record ».
Lors des entraînements, l'ensemble des paramètres est calculé : Alessia doit plonger à 52 mètres en s'aidant d'un câble vertical, puis traverser l'arche en nageant horizontalement sur 30 mètres. Elle récupère ensuite un câble de l'autre côté de l'arche, là où Steve la récupérera. Le temps de plongée verticale et de nage horizontale est chronométré, pour estimer à quel moment Stephen doit descendre sur le second câble, de l'autre côté de l'arche. La difficulté principale de l'opération réside dans le fait de trouver le second câble de l'autre côté, le Blue Hole et la profondeur causant de fait une obscurité qui rend l'orientation très difficile.
Le 22 juillet 2017, ils décident de réaliser ce record. Lorsque Alessia a terminé de longer le premier câble et commence à traverser horizontalement l'arche, Steve doit descendre le long de la seconde corde pour l'orienter et sécuriser sa remontée. Néanmoins, malgré le temps chronométré à la seconde près, Steve décide de retarder sa descente, ne se sentant pas prêt. Il retarde finalement sa descente de 20 secondes. Alessia, elle, a traversé l'arche 10 secondes plus rapidement que prévu. Ainsi, lorsqu'elle finit de traverser l'arche, elle ne croise pas Steve, ne voit pas le câble et décide alors de suivre le récif pour tenter de le trouver. Elle longe la roche et part dans une mauvaise direction, se mettant alors en danger. Les personnes à la surface, qui étaient là pour chronométrer et vérifier la tenue du câble par les apnéistes, s'inquiètent et alertent des touristes de leur disparition, misant sur l'hypothèse du courant marin qui les aurait emportés loin.
Steve, qui attend en bas du second câble et finit par apercevoir Alessia au loin en danger, lâche brusquement le câble pour aller à son secours, en la récupérant par les mains et en la remontant à la surface. Lorsqu'il la remonte et la sort de l'eau, Alessia est en phase de syncope, loin du point d'arrivée prévu. Stephen, à bout de force, est encore immergé entièrement dans l'eau lorsqu'il arrive à sortir Alessia. Les athlètes présents le jour de la compétition crient donc à Alessia de placer Stephen sur le dos, seule solution rapide permettant d'entrevoir une survie à cette perte de connaissance dangereuse. Alessia n'y parvient malheureusement pas. On ne parvient pas à le réanimer et il décède dans le taxi l'amenant à l'hôpital.
Des photos prises par des techniciens dans les profondeurs montrent le sauvetage d'Alessia par Steve, sacrifiant ainsi sa vie et étant considéré unanimement par les personnes présentes comme un héros.

## Postérité

### Débats sur l'apnée à la suite du décès
Le décès de Steve a permis de poursuivre le débat sur la dangerosité du sport, et le manque d'encadrement qui peut mener à des décès.
S'il est impossible de déterminer précisément pourquoi Steve est parti 20 secondes plus tard que prévu - il ne s'est jamais exprimé puis est décédé -, certaines hypothèses affirment que les battements de son cœur étaient trop élevés pour pouvoir partir sereinement et en toute sécurité. La dangerosité du sport, qui impose à un apnéiste de sécurité de penser qu'il doit sauver un apnéiste « au détriment de sa vie », fait toujours débat. Si la plongée en bouteille par les apnéistes de sécurité n'est pas possible (à cause, entre autres, du système de pallier de décompression), le manque de sécurité causée par le risque élevé de syncope, l'absence de plus d'apnéistes de sécurité pouvant prendre le relai ainsi que le fait de ne pas disposer d'une montre de plongée a toujours et continue de poser question dans les compétitions internationales.

### Hommages

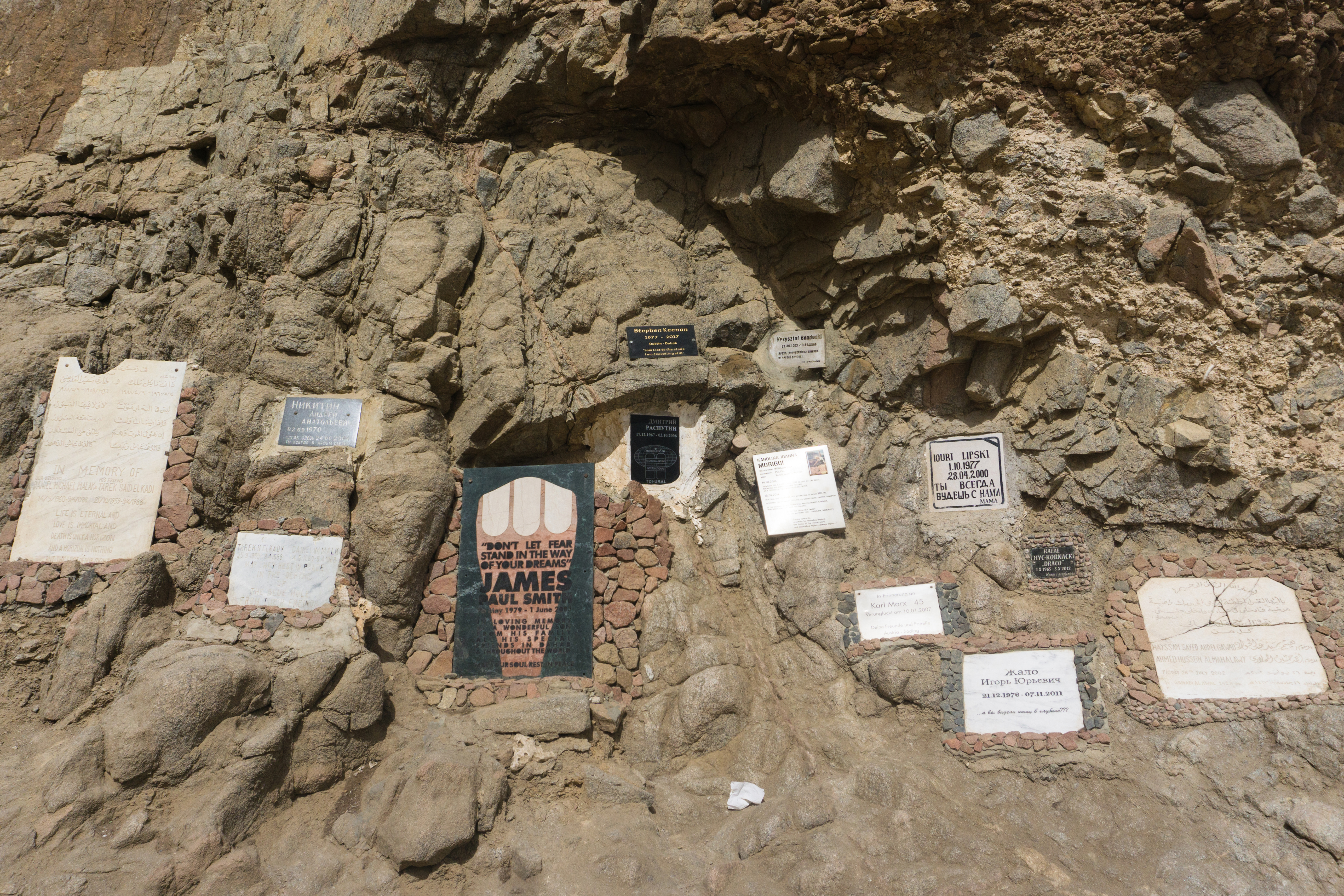
Le mémorial du site de Blue Hole avec une plaque commémorative en la mémoire de Stephen Keenan (au centre, en noir).

Un hommage lui est rendu par des apnéistes, restant 39 secondes sous l'eau et représentant l'âge à son décès. Des fleurs sont aussi déposées dans l'eau, et de nombreux apnéistes lui rendent hommage à travers les réseaux sociaux.
Le documentaire Au plus profond, disponible depuis le 19 juillet 2023 sur Netflix, rappelle l'histoire d'Alessia Zecchini et celle de Stephen, décrivant leurs vies respectives depuis l'enfance, leur rencontre et l'histoire menant au décès de Steve.
Alessia, interrogé dans ce documentaire, déclare : « Il sera toujours dans mon cœur. Il sera toujours avec moi, parce que je le veux à mes côtés pour le restant de mes jours. ». Elle lui dédie depuis tous les records du monde qu'elle arrive à remporter.
À la suite de son décès, le prix Keenan est mis en place, afin de récompenser les apnéistes de sécurité qui se dévouent à leurs apnéistes.